# Carrie
 Ikke at forveksle med Carrie (film fra 1976).
Carrie er en roman fra 1974 skrevet af Stephen King. Romanen udkom på dansk i 1990.

## Handling
Carrie White er en ung pige der går i high school i en lille amerikansk by. Hun er vokset op sammen med sin meget religiøse mor, der dagligt undertrykker og forulemper hende. Dette sker på grund af Carries telekinetiske evner, der af moren udlægges som om Carrie er besat af djævelen.
På grund af Carries religiøsitet bliver hun også mobbet meget i skolen. Sue Snell, en af Carries klassekammerater, får dog medlidenhed med hende og overtaler sin kæreste til at tage hende med til skoleballet.
Chris Hargenson, en pige der hader Carrie, finder på en plan der går ud på at ydmyge hende ved at få hende valgt til prom queen og derefter overdænge hende med griseblod.
Planen bringes til udførelse, og den totalt ydmygede Carrie udløser sine fulde telekinetiske kræfter og får skolen til at brænde ned, med størstedelen af dens elever fanget i gymnastiksalen, hun dræbte 73 mennesker, kun 2 overlevede hvoraf den ene var Sue Snell. 
Carrie vender herefter sin vrede mod byen der brænder halvt ned, hvorefter hun vender hjem til sin mor. Moderen er dog bange for hende og prøver at dræbe hende med en køkkenkniv. Det mislykkedes hende og kniven bliver i stedet siddende i Carries skulder. Carrie dræber sin mor ved at stoppe hendes hjerte med sine kræfter, og dør herefter selv af blodtab.

## Filmatisering
Carrie blev filmatiseret i 1976 af Brian De Palma og udsendt med titlen Carrie. En efterfølger blev lavet i 1999 (The Rage: Carrie 2), der dog blev dårligt modtaget af kritikere. En tredje film blev udsendt i 2002, igen med titlen Carrie. 